# Карвалью Монтейру, Антониу Аугусту
Антониу Аугусту Карвалью Монтейру (порт. António Augusto Carvalho Monteiro, 1848, Рио-де-Жанейро — 1920, Синтра) — португальский предприниматель, миллионер, меценат. Известен главным образом как создатель усадьбы Регалейра.

## Биография
Родился в Рио-де-Жанейро. В наследство от своей семьи получил огромное состояние, которое увеличил в Бразилии за счёт продажи кофе и драгоценных камней, вскоре оно позволило ему уехать в Португалию.
Получил учёную степень в области права в Коимбрском университете, был известным коллекционером и библиофилом, в его владении находилось великолепное собрание произведений Камоэнса. Его культурные интересы без сомнения повлияли на выбор символов и общий замысел Кинта да Регалейра, его поместья в окрестностях Синтры.
Карвальо Монтейро был представлен в прессе своего времени как альтруист и человек весьма эксцентричный, о чём свидетельствуют его знаменитые Leroy 01 (пор.), «самые сложные часы в мире».
Для своей усыпальницы Монтейро нанял того же мастера, который работал над его поместьем — Луиджи Манини. Двери усыпальницы, украшенные множеством символов, открывались тем же ключом, что и дворец Регалейра и дом в Лиссабоне. Само строение создано наподобие масонского храма, ориентированного на восток. На дверном молотке выгравирована пчела — символ организованной работы масонов. Внутри гробницы находятся изображения вина и хлеба, отсылающие к христианскому пониманию души и тела; совы, символизирующей мудрость; и маков, представляющих образ вечного сна.